# Сант'Анђело ин Понтано
Сант'Анђело ин Понтано (итал. Sant'Angelo in Pontano) насеље је у Италији у округу Мачерата, региону Марке.
Према процени из 2011. у насељу је живело 449 становника. Насеље се налази на надморској висини од 455 м.

## Становништво
| 1931. | 1936. | 1951. | 1961. | 1971. | 1981. | 1991. | 2001. | 2011. |
| ----- | ----- | ----- | ----- | ----- | ----- | ----- | ----- | ----- |
| 2.857 | 2.941 | 2.935 | 2.566 | 1.929 | 1.643 | 1.540 | 1.496 | 1.483 |